# Mik Basi
Amrik „Mik“ Basi MBE (* 21. Mai 1966 in Forest Gate im Osten Londons) ist ein britischer Ringrichter im Fairbairn Boxing Club in Manor Park im Londoner Bezirk Newham. Er legte bei der Eröffnungsfeier der Olympischen Sommerspiele 2012 im Namen der Kampfrichter den olympischen Eid ab. Während der Spiele fungierte er sowohl im Männer- als auch im Frauenboxen als Kampfrichter und leitete insgesamt 38 Kämpfe, darunter auch das Finale im Halbschwergewicht der Männer, bei dem er als erster britischer Schiedsrichter im Finale fungierte. Er erhielt die AIBA-Auszeichnung als bester Box-Schiedsrichter des Turniers. 2013 gewann Basi die Auszeichnung für den besten AIBA-Kampfrichter, 2014 die Auszeichnung für den besten World Series Boxing Referee & Judge und 2015 die Auszeichnung für den besten AIBA Pro Boxing Referee & Judge. 2016 fungierte Mik bei den Olympischen Spielen in Rio 2016 sowohl im Männer- als auch im Frauenboxen als Kampfrichter und war damit der erste britische Kampfrichter, der bei zwei Olympischen Spielen im Einsatz war.
Mik wurde in der Birthday Honours List 2019 zum Member of the Order of the British Empire (MBE) ernannt.

## Persönliches Leben
Basi lebt mit seiner Frau in Brentwood in Essex. Er ist der Vorsitzende des Fairbairn Boxing Club. Sein Sohn Jacob ist ein ehemaliger nationaler Amateurboxmeister. Basi hat einen Bruder, Jumbo, der ebenfalls Boxschiedsrichter ist.